# STX건설
STX건설 주식회사는 대한민국 SM그룹 계열의 건설사이다. ‘Rebuild the Value for Vision 2030’이라는 슬로건을 목표로 그간 전경련 회관 신축, 부산국제금용센터 복합개발, 한강플로팅 아일랜드, OSTT 온산탱크터미널, 이라크 디젤파워플랜트, STX대련 조선해양 종합생산기지 등 새로운 랜드마크 건설과 대형 개발사업에 참여하였다.

## 해외사업
- STX건설의 주 성장 동력은 적극적인 해외사업 진출이다. 대형 항만공사 및 골리앗크레인, 플랜트 건설에 특화된 역량을 기반으로 급속한 성장을 이뤄왔다.
- 중국 요녕성 무순에 엔진 공장을 성공적으로 건립한 데 이어, 중국 대련 장흥도에 550만㎡ 규모의 STX대련 조선해양 종합생산 기지 시공으로 특화된 기술력을 세계에서 인정받았다. 아울러 그 배후에 약 3만세대에 이르는 신도시 ‘해경화원(海景花園)’을 건설하고 있다[1]. 아부다비에서 1억 8,000만달러 규모의 초대형 주택단지 건설공사를 계획보다 앞당겨 준공했고, 시공력을 인정받은 결과 아부다비 로닷(Rawdhat) 레지덴셜 빌딩(한화 400억가량 수주)과 인근 국가인 사우디아라 비아에서 주택단지 건설공사 등을 추가로 수주했다. 이 밖에도 괌 근로자주택사업 공사, 사우디 아라비아 철강플랜트 및 주택 프로젝트, 이라크 디젤발전소 프로젝트 등을 수주하며 해외사업에 더욱 박차를 가했다.

## 국내사업
- 사업영역은 크게 건축, 주택, 토목, 플랜트사업으로 나눌 수 있다.
- 건축,주택 사업 실적으로는 아파트 STX KAN과 STX문경리조트를 비롯해 50층의 초고층 빌딩인 전경련회관, 부산 항신항 주간선도로, 이순신 순국공원 조성사업, 온산탱크터미널 등을 수주·건설하였고 이 밖에도 새마을운동 테마공원 조성사업, 대구야구장 건립공사, LH본사 신사옥 건립공사, 부산국제금융센터 복합개발 등 굵직한 실적이 있다.
- 플랜트사업으로는 고성조선해양기지, 북평 화력발전소, 창녕대합일반산업단지 폐수종말처리시설 설치사업, 온산 탱크터미널 신설 등이 있고, 토목사업 실적으로는 여수신북항 계류시설 축조공사, 위례, 동탄 신도시 택지개발사업 조성공사 등이 있다.

## 과거 STX의 부당지원[2]
- 공정거래위원회는 2011년 건설 분야에서 STX 기업집단 소속 계열사의 부당지원행위에 대한 시정명령을 내리고 11억2600만원의 과징금을 부과했다.
- STX조선해양㈜는 지난 2007년 아파트 건설 공사 경험이 전무한 STX건설㈜와 현저히 유리한 조건으로 아파트 공사 도급계약을 체결하고 2009년 1월30일까지 총 563억4000만원의 공사대금을 지급한 것으로 조사됐다. STX건설은 2011년4월 기준 그룹 총수일가가 75.03%의 지분을 소유한 계열사였다. STX조선해양㈜가 발주한 사원아파트 신축공사는 STX건설㈜가 설립 2년 만에 최초로 수주한 아파트공사로 비계열사 아파트공사에 비해 평당 15%나 높은 공사대가를 STX조선해양㈜가 총 56억3400만원에 달하는 금액을 STX건설㈜에 지급했다.
- 이 공사를 통해 STX건설㈜은 18.46%의 높은 공사이익률을 시현해 지난 2007~2009년 STX건설㈜의 전체 건축공사이익률 14.37%, 비계열사 건축공사이익률 9.47%에 비해 상당히 높은 이익을 올렸다. STX건설㈜는 총 563억원의 공사비를 통해 2008년 전체 매출액의 11.60%, 건축매출액의 23.53%를 차지하는 등 매우 안정적인 매출을 확보할 수 있었다. 이는 STX조선해양㈜가 최근 5년 발주건축공사 중 가장 큰 규모며 영업비밀 보호 및 기술유출 방지 등의 이유로 계열사 공사가 필수적인 경우가 아님에도 철저한 검토없이 수의계약으로 계열사에 발주한 것이다.
- STX건설㈜는 이 같은 건축공사 경험을 바탕으로 시공능력평가 순위가 지난 2007년 150위에서 2009년 50위까지 상승했다.

## 본점 및 지점 현황
- 본점: 경상남도 창원시 성산구 중앙대로84번길 3, 904호 (상남동, 범한빌딩)
- 충청지사: 충청북도 청주시 흥덕구 직지대로 769, 3층 (운천동, 충청일보빌딩)
- 부산지사: 부산광역시 동구 중앙대로 263, 401호 (초량동, 국제오피스텔)
- 제주지사: 제주특별자치도 제주시 연삼로 38, 5층 (연동, 연빌딩)
- 대구, 경북지사: 대구광역시 동구 동부로 81, B103호 (신천동, 동대구삼환나우빌)
- 2021년 지사 및 지배인 모두 폐지

## 브랜드
- STX KAN
- STX NEUM

### 단지 현황
- 제주특별자치도
  - 제주시
    - 제주 삼화지구 STX NEUM : 도련동(입주미정)